# Dysnomia (měsíc)
Dysnomia, celým názvem (136199) Eris I Dysnomia, je jediný známý přirozený satelit trpasličí planety Eris (zatím nejhmotnější známá trpasličí planeta ve sluneční soustavě). Objeven byl roku 2005 týmem vedeným americkým astronomem Michaelem Brownem na W. M. Keck Observatory na Havaji. Předtím, než obě tělesa dostala svůj definitivní název, nesla Dysnomia předběžné označení S/2005 (2003 UB313) 1. Eris byla nakonec pojmenována po řecké bohyni sváru a Dysnomia po její dceři, bohyni anarchie.

## Objev
Během roku 2005 pozorovali astronomové Keckovy observatoře na Havaji za pomocí nově instalovaného systému adaptivní optiky čtyři nejjasnější transneptunická tělesa (Pluto, Makemake, Haumeu a Eris). 10. září toho roku pak objevili na oběžné dráze Eris měsíc, který dostal předběžné označení S/2005 (2003 UB313) 1. Protože Eris v té době také neměla ještě definitivní jméno, astronomové ji běžně nazývali přezdívkou „Xena“, podle válečnice z oblíbeného televizního seriálu. Ve shodě s tím pak objevitelé nový měsíc označovali přezdívkou „Gabrielle“, podle její seriálové společnice.

## Vlastnosti
Podle některých měření je Dysnomia o 4,43 magnitudy slabší než Eris, čemuž by odpovídal průměr 350 až 490 km, ovšem Michael Brown se domnívá, že její jasnost je ještě nižší a průměr odhaduje na 100–250 km. Astronomové po objevu satelit pozorovali nejen Keckovými dalekohledy, ale též za pomoci Hubbleova vesmírného dalekohledu, a svá pozorování obíhajícího tělesa využili jak k odhadu charakteristik jeho oběžné dráhy, tak také k výpočtu hmotnosti Eris (1,67×1022 kg, asi 1,27krát více než Pluto). Dysmonia se kolem Eris pohybuje po kruhové oběžné dráze o poloměru 37 350 ± 140 km.

## Vznik
Astronomové nalezli satelity na oběžných dráhách třech ze čtyř nejjasnějších transneptunických těles. U méně jasných členů této oblasti však zatím byly satelity nalezeny jen v 10 % případů. Důvodem tohoto nepoměru by mohly být kolize mezi velkými tělesy, které bývaly v dávné minulosti poměrně časté. Srážky těles o průměru přesahujícím 1000 km vedly k vymrštění velkého objemu materiálu, který se následně shlukl v měsíc. Jde o stejný mechanismus, jakým pravděpodobně v rané historii sluneční soustavy vznikl i Měsíc obíhající Zemi.

## Jméno
Michael Brown, objevitel měsíce, vybral jméno Dysnomia z několika důvodů. Podle obecně přijatého zvyku se měsíce pojmenovávají po méně významných bozích spojených s bohy, jejichž jméno nese mateřské těleso, přičemž řecká bohyně Dysnomia je mytickou dcerou bohyně Eris, po níž byla pojmenována trpasličí planeta, kolem níž měsíc obíhá. Michael Brown se však vyjádřil, že název má i další skryté významy. Řecký výraz „dysnomia“ (Δυσνομία), do češtiny překládaný jako „anarchie“, lze vykládat jako nedostatek řádu, tj. anglicky „lawlessness“. Původní neoficiální přezdívka mateřského tělesa Eris byla „Xena“ po známé seriálové bojovnici, a nové jméno má být současně poctou pro americkou herečku Lucy Lawlessovou, která její postavu ztvárnila. Brown rovněž poznamenal, že svou roli hrál i fakt, že jméno Dysnomia začíná stejným písmenem, jako křestní jméno jeho ženy Diane (podobně jako první písmena Pluta odpovídají iniciálám Pervicala Lowella, zakladatele observatoře, kde pracoval její objevitel Clyde Tombaugh, či jako první písmena Charona odpovídají začátku křestního jména Charlene, jména manželky jeho objevitele Jamese Christyho).